# Vailly (Alta Saboia)
Vailly é uma comuna francesa na região administrativa de Auvérnia-Ródano-Alpes, no departamento da Alta Saboia. Estende-se por uma área de 18.89 km². Em 2010 a comuna tinha 932 habitantes (densidade: 49,3 hab./km²).